# Umi-bōzu
Umi-bōzu (jap. 海坊主), nazywany również umi nyūdō (morski łysol), funa nyūdō (łódkowy łysol) lub kuroki nyūdō (czarny łysol) − potwór pochodzący z japońskiego folkloru pojawiający się na morzu lub w pobliżu. Powszechnie uważano iż pochodził on od ryb, stąd w jego opisie można spotkać wiele cech charakterystycznych dla tych zwierząt. W podaniach można spotkać dwa różne opisy tej istoty.

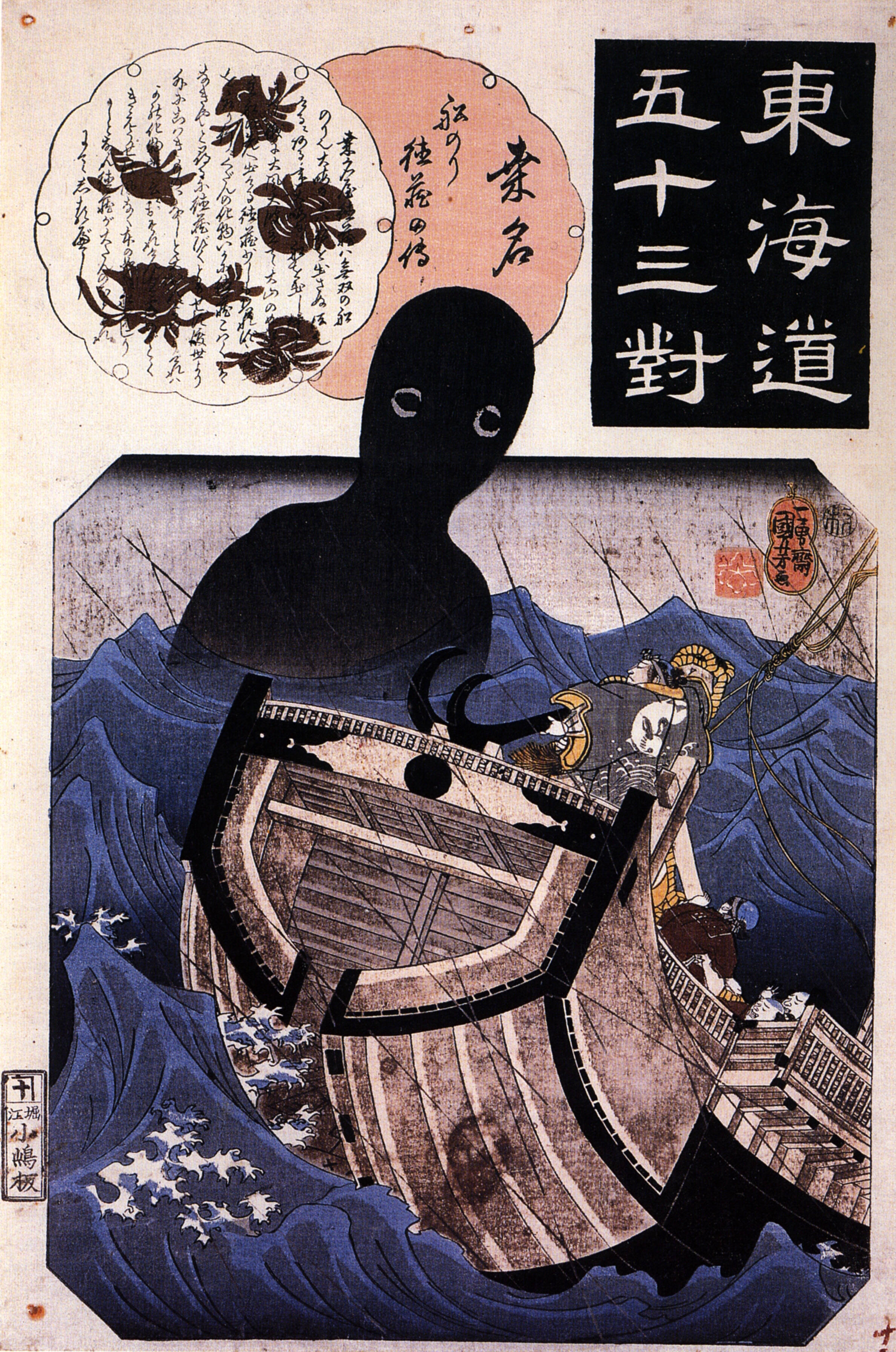
Ukiyo-e przedstawiające Umi-bōzu autorstwa Kuniyoshi Utagawy

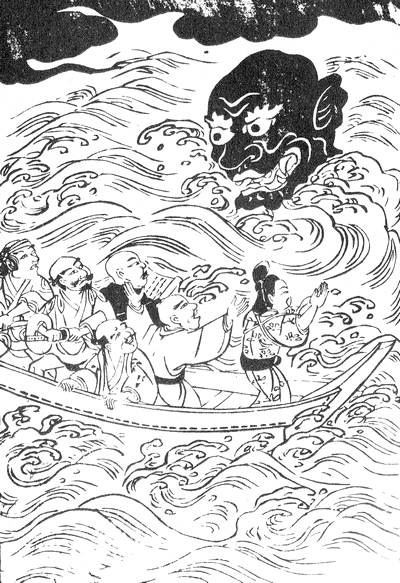
Umi-bōzu, ilustracja z Kiizōtanshū

Według niektórych przekazów miał on ciało żółwiaka chińskiego i łysą głowę, osiągał długość do 1,80m. Mimo dość dużych rozmiarów nie należał on do odważnych, złapany przez ludzi płakał i błagał o życie. Z kolej w niektórych opowieściach jest on potworem o czarnej barwie i miał wielkość połączonych ze sobą sześciu ludzkich głów. Był on dużo groźniejszy dla ludzi, pojawiał się na środku morza i wywoływał silne wiatry oraz fale. Aby uniknąć zatopienia należało nie patrzeć na niego i zachować absolutną ciszę, jeśli ktoś wypowiedział jego imię wywracał statek, na którym znajdował się nieszczęśnik. W historii z Kiizōtanshū pojawia się czarny potwór morski, który w miejscu ust miał długi dziób. Gdy jedna z kobiet odmawiających sutry wyskoczyła za burtę pochwycił ją i wyrzucił wysoko w górę.
Inne spotkanie z umi-bōzu zostało opisane w zbiorze z okresu Edo – Inaba kaidanachū (Zbiór niesamowitych opowieści z krainy Inaba). Akcja dzieje się w krainie Hōki, gdzie według opowieści żył pewien mężczyzna o nadludzkiej sile, który znany był z tego iż nigdy nie został pokonany w zapasach sumo odbywających się podczas wioskowych festiwali. Pewnego razu wybrał się on do Yonago, a gdy wracał do rodzinnej wioski było już ciemno. Idąc samotnie zauważył w oddali na wodzie coś błyszczącego, co zbliżało się do niego. Gdy stwór był dość blisko mężczyzna zauważył, iż istota ma kształt wielkiego, grubego pala z jednym okiem. Potwór zaatakował mężczyznę, który tak jak w zawodach sumo starał się pochwycić przeciwnika, jednak istota była bardzo śliska i mężczyzna nie miał jak go dobrze złapać. Walcząc z istotą człowiek ten stracił wiele sił i gdy myślał iż zbliża się jego koniec zauważył, iż potwór również opada na siłach. Zaparł się i resztkami sił przewrócił istotę, a następnie związał pasem. Zaciągnął potwora do własnego ogrodu, gdzie przywiązał go do drzewa, a następnie poszedł spać. Nad rankiem obudziły go rozmowy przed domem, gdy wstał zorientował się, iż jest cały ubrudzony w czarnej mazi podobnej do atramentu. Zebrani ludzie rozmawiali na temat tego czym jest pochwycona istota, dopiero dziewięćdziesięcioletni mędrzec stwierdził, iż może to być umi-bōzu, który według opowieści jego dziadka atakował ludzi i zostawiał na ich ciele czarne swędzące ślady.
Podobna historia została opisana przez Yanagiharę Norimitsu w Kansōjigo (Własna opowieść w zaciszu domu). Według przekazów w Izumi (obecnie rejon Osaki) od czasu do czasu pojawiał się potwór nazywany umi-bōzu, wówczas ludzie nie wypuszczali swoich dzieci na zewnątrz, gdyż bali się, iż przez pomyłkę, któreś z nich zostałoby porwane przez potwora. Istota ta po trzech dniach przebywania na lądzie powróciła do morza.
Obecnie nazwa umi-bōzu nadal funkcjonuje w języku japońskim jako jedno z potocznych określeń człowieka z łysą głową.